# Ciutats estat pyu
Les ciutats estat pyu (en birmà ပျူ မြို့ပြ နိုင်ငံများ xinès: 骠国, pinyin Biāoguó) eren un grup de ciutats estat que van existir des del segle ii aC fins a mitjans del segle xi a l'actual Alta Birmània (Myanmar). Les ciutats-estat van ser fundades com a part de la migració cap al sud dels pyu, un poble de llengua tibetobirmana, els primers habitants de Birmània dels quals es conserven registres.El període de mil anys conegut sovint com el «mil·lenni pyu» relliga l'edat de bronze fins al començament del període dels estats clàssics quan va sorgir el Regne de Pagan a finals del segle ix.
Les ciutats-estat —s'han excavat cinc grans ciutats emmurallades i diverses ciutats més petites— es trobaven totes a les tres principals regions regades de l'Alta Birmània: la vall del riu Mu, les planes de Kyaukse i la regió de Minbu, al voltant de la confluència dels rius Irrawaddy i Chindwin. Part d'una ruta comercial terrestre entre la Xina i l'Índia, el regne de Pyu es va expandir gradualment cap al sud. Halin, fundada al segle I dC a l'extrem nord de l'Alta Birmània, va ser la ciutat més gran i important fins al voltant del segle VII o VIII quan va ser substituïda per Sri Ksetra (prop de l'actual Pyay) a l'extrem sud. El doble de gran que Halin, Sri Ksetra era el centre pyu més gran i influent.
La cultura pyu va estar molt influenciada pel comerç amb l'Índia, i va importar el budisme així com altres conceptes culturals, arquitectònics i polítics, que tindrien una influència duradora en la cultura de Birmània i l'organització política.El calendari pyu, basat en el calendari budista, es va convertir més tard en el calendari birmà. Estudis recents, que tanmateix encara no estan prou assentats, suggereixen que l'alfabet pyu, basat en l'escriptura Brahmi, pot haver estat la font de l'escriptura birmana utilitzada per escriure el birmà.
Aquesta civilització mil·lenària es va esfondrar al segle IX, quan les ciutats-estat van ser destruïdes per les repetides invasions del regne de Nanzhao. Els birmans (bamar) van establir una guarnició a Pagan (Bagan), a la confluència dels rius Irrawaddy i Chindwin. Els assentaments pyu van romandre a l'Alta Birmània durant els tres segles següents, però els pyu van ser absorbits gradualment pel regne de Pagan, que es trobava en expansió. La llengua pyu va continuar existint fins a finals del segle XII. Al segle xiii, els piu havien assumit l'ètnia birmana. Les històries i llegendes dels piu també es van incorporar a les dels birmans.
Només les ciutats-estat de Halin, Beikthano i Sri Ksetra han rebut la consideració de Patrimoni de la Humanitat per la UNESCO.

## Història
A causa de la manca de troballes arqueològiques, la història antiga de la regió només es pot elucubrar. Es creu que els primers assentaments a Myanmar es remunten a l'any 11000 aC, a la zona seca central propera al riu Ayeyarwaddy. S'han trobat artefactes neolítics en tres coves prop de Taunggyi, al peu dels turons de Shan, que daten del 10 al 6.000 aC.
Cap al 1500 aC, la gent de la regió convertia el coure en bronze, cultivava arròs i domesticava gallines i porcs (foren de les primeres persones del món a fer-ho) Cap al 500 aC, al sud de l'actual Mandalay, van aparèixer assentaments de gent que fabricava eines de ferro S'han excavat taüts decorats amb bronze i llocs d'enterrament plens de restes de terrissa. Les troballes arqueològiques a la vall del riu Samon al sud de Mandalay indiquen que els seus habitants cultivaven arròs i comerciaven amb la Xina entre el 500 aC i el 200 dC.
Al voltant del segle II aC, el poble pyu de parla tibetobirmana va començar a entrar a la vall del riu Irrawaddy des de l'actual Yunnan mitjançant els rius Taping i Shweli. Es creu que la llar ancestral dels pyu és Koku Nor, situada a les actuals províncies xineses de Qinghai i Gansu. Els pyu es van assentar a les planes que envolten la confluència de l'Irrawaddy i el Chindwin. Les seves terres s'estenien des de Sri Ksetra al sud fins a Halin al nord, Binnaka i Maingmaw a l'est i probablement Ayadawkye a l'oest. Els anals de la dinastia Tang assenyalen 18 ciutats-estat pyu, nou de les quals eren ciutats emmurallades.